# جوليا دافيس
جوليا دافيس (بالإنجليزية: Julia Davis)‏ (و. 1966  م) هي ممثلة كوميدية، وكاتبة سيناريو بريطانية.

## التعليم
تعلمت في جامعة يورك سانت جون ‏
.

## وصلات خارجية
- جوليا دافيس على موقع IMDb (الإنجليزية)
- جوليا دافيس على موقع ألو سيني (الفرنسية)
- جوليا دافيس على موقع ميوزك برينز (الإنجليزية)
- جوليا دافيس على موقع أول موفي (الإنجليزية)
- جوليا دافيس على موقع قاعدة بيانات الأفلام السويدية (السويدية)
- جوليا دافيس على موقع إن إن دي بي (الإنجليزية)
- جوليا دافيس على موقع قاعدة بيانات الفيلم (الإنجليزية)
- جوليا دافيس على موقع كينوبويسك (الروسية)